# Phare de Poros
Le phare de Poros, également appelé phare Dana ou phare Akra Dana est situé à l'ouest de l'île de Poros, dans le golfe Saronique en Grèce. Il est achevé en 1870.

## Caractéristiques
Le phare est une tour carrée, de pierres, surmontant la maison du gardien. La lanterne ainsi que le dôme de celle-ci sont de couleur blanche. De 2012 à 2013, la lumière du phare a été installée sur une structure métallique devant le phare, pour être, depuis, réinstallée dans le phare historique. Il s'élève à 31 mètres au-dessus de la mer Égée au milieu du golfe Saronique.

## Codes internationaux
- ARLHS[3] : GRE-058
- NGA : 15228
- Admiralty[4] : E 4140

## Source
(en) [PDF] List of lights radio aids and fog signals - 2011 - The west coasts of Europe and Africa, the mediterranean sea, black sea an Azovskoye more (sea of Azov) (la liste des phares de l'Europe, selon la National Geospatial - Intelligence Agency)- Version 2011 - National Geospatial - Intelligence Agency

## Lien connexe
Poros